# James Atoe
James Atoe (1º ottobre 1991) è un giocatore di football americano statunitense che gioca come offensive lineman per i Nashville Kats.
Suo fratello Ryan ha giocato in NFL Europe.

## Palmarès
- 1 Mondiale (2015)
- 1 ArenaBowl (Washington Valor, 2018)